# Norbert Sczygiol
Norbert Gerard Sczygiol (ur. 23 lipca 1955 w Dobrodzieniu) – polski inżynier, profesor nauk technicznych, rektor Politechniki Częstochowskiej w kadencjach 2016–2020 i 2020–2024.

## Życiorys
Ukończył Technikum Mechaniczno-Odlewnicze w Ozimku, a w 1980 studia z zakresu odlewnictwa na Wydziale Metalurgicznym Politechniki Częstochowskiej. Na tej samej uczelni uzyskiwał kolejne stopnie naukowe z nauk technicznych ze specjalnością w zakresie mechaniki – w 1990 doktora na podstawie pracy pt. Krzepnięcie i pękanie odlewów o strukturze ziaren równoosiowych, a w 2000 doktora habilitowanego w oparciu o rozprawę zatytułowaną Modelowanie numeryczne zjawisk termomechanicznych w krzepnącym odlewie i formie odlewniczej. 12 stycznia 2012 otrzymał tytuł profesora nauk technicznych. W pracy naukowej zajął się zagadnieniami z zakresu informatyki stosowanej, inżynierii oprogramowania, mechaniki stosowanej, metod numerycznych i termomechaniki.
Od 1980 zawodowo związany z macierzystą uczelnią, podjął wówczas pracę w Instytucie Mechaniki i Podstaw Konstrukcji Maszyn. W 2001 objął na swojej uczelni stanowisko profesora. W latach 2001–2002 kierował Zakładem Metod Numerycznych i Zastosowań Informatyki. Od 2002 do 2007 był zastępcą dyrektora Instytutu Informatyki Teoretycznej i Stosowanej, w latach 2002–2005 kierował równocześnie Zakładem Informatyki Stosowanej i Inżynierii Oprogramowania. Od 2002 do 2008 zajmował stanowisko prodziekana ds. nauki Wydziału Inżynierii Mechanicznej i Informatyki. W 2008 został dziekanem tego wydziału. 28 kwietnia 2016 wybrany na rektora Politechniki Częstochowskiej na czteroletnią kadencję (od 1 września 2016). 15 maja 2020 uzyskał reelekcję na kolejną kadencję.
Wykładał także w Akademii Humanistyczno-Ekonomicznej w Łodzi. Członek m.in. Stowarzyszenia Techników Odlewników Polskich, Polskiego Towarzystwa Mechaniki Teoretycznej i Stosowanej i Polskiego Towarzystwa Mechaniki Komputerowej.
W 2024 został prawomocnie uznany za kłamcę lustracyjnego. Z informacji przekazanych przez IPN wynika, że w latach 1978–1980 współpracował on ze Służbą Bezpieczeństwa w charakterze tajnego współpracownika o pseudonimie „Gerard”.